# Eviva España
Eviva España, auch kurz Viva España oder in korrektem Spanisch Y Viva España und Que Viva España („Es lebe Spanien!“), ist ein zuerst im Dezember 1971 in Belgien in niederländischer Sprache veröffentlichtes Stimmungslied das Vorfreude auf eine Reise nach Spanien beschreibt. Es wurde umgehend beliebt und in andere Sprachen übersetzt, darunter bereits 1972 von Hans Bradtke ins Deutsche mit dem Refrain „Die Sonne scheint bei Tag und Nacht, Eviva Espana, Der Himmel weiß, wie sie das macht, Eviva Espana“. Im Reiseziel Spanien selber, sowie in Lateinamerika, wurde das Lied erst später bekannt, ist seither als Feierhymne beliebt, etwa bei Fußballsiegen. Eine Vielzahl von Interpreten hat insgesamt mehrere Millionen Tonträger verkauft. 
Der Silbenrhythmus betont die erste Silbe des vermutlich zwecks Alliteration verwendeten Fantasiewortes Eviva, offenbar eine falsch geschriebene Variante des italienischen zustimmenden Ausrufs evviva! der „er/sie lebe hoch“ oder „Hurra!“ bedeutet. Der geschaffene Begriff wurde seither adoptiert, Radio Eviva ist seit 1992 ein privates schweizerisches Volksmusik-Hörfunkprogramm.

## Original
Komponiert wurde das Lied 1971 vom belgischen Komponisten Leo Caerts (15. Februar 1931), der Text von Leo Rozenstraten (1935–2004) beinhaltet den Refrain „Ik hou van dansen en muziek, Eviva España, an oude trots en romantiek, Eviva España“. Für die Produktion zeichnete Johnny Hoes verantwortlich.
Die Erstveröffentlichung von Eviva España erfolgte als Single im Dezember 1971 bei Basart Records. Diese erschien als 7″-Single mit der B-Seite De zon schijnt voor allen (Katalognummer: BRI 247).

### Chartplatzierungen
| ChartsChartplatzierungen | Höchstplatzierung | Wochen |
| ------------------------ | ----------------- | ------ |
| Flandern (Ultratop)      | 3 (20 Wo.)        | 20     |

| ChartsJahrescharts (1972) | Platzierung |
| ------------------------- | ----------- |
| Flandern (Ultratop)       | 3           |

## Coverversionen

### Imca Marina
Im März 1972 erschien von der niederländischen Sängerin Imca Marina zunächst eine Coverversion mit dem Titel Viva España in niederländischer Sprache. Diese erschien als 7″-Single mit der B-Seite Jij bent heel mijn leven (Katalognummer: Imperial 006-24603) und avancierte zum Top-10-Hit in Norwegen (Rang 7) sowie zum Charthit in ihrer Heimat den Niederlanden (Rang 15).
1972 wurde das Lied von Hans Bradtke ins Deutsche übersetzt und von verschiedenen Künstlern eingesungen, darunter auch von Imca Marina. Diese Version erschien als 7″-Single mit einer deutschsprachigen Adaption zu El cordobés als B-Seite. Die Single stieg am 10. Juli 1972 in die deutschen Singlecharts ein, konnte sich 19 Wochen in den Charts platzieren und erreichte mit Rang zehn seine beste Platzierung, was es zur kommerziell erfolgreichsten Version in Deutschland macht. 1972 belegte es zudem Rang 38 der deutschen Single-Jahrescharts.
| ChartsChartplatzierungen  | Höchstplatzierung | Wochen |
| ------------------------- | ----------------- | ------ |
| Deutschland (GfK)         | 10 (19 Wo.)       | 19     |
| Niederlande (Media Markt) | 15 (5 Wo.)        | 5      |

| ChartsJahrescharts (1972) | Platzierung |
| ------------------------- | ----------- |
| Deutschland (GfK)         | 38          |

### Hanna Aroni
Einen Monat nach Imca Marina veröffentlichte auch die israelische Sängerin Hanna Aroni in Deutschland eine Interpretation zu Viva España. Diese erschien im Juni 1972 als 7″-Single mit der B-Seite Wenn die Erde brennt (Katalognummer: Polydor 2041 263). Ihre Interpretation stieg eine Woche nach der von Marina in die Charts ein, konnte sich elf Wochen in den Charts platzieren und erreichte mit Rang 23 seine beste Notierung.
| ChartsChartplatzierungen | Höchstplatzierung | Wochen |
| ------------------------ | ----------------- | ------ |
| Deutschland (GfK)        | 23 (11 Wo.)       | 11     |

### Weitere Coverversionen
Weitere deutschsprachige Coverversionen stammen unter anderem von Peter Alexander, Heino oder auch Patrick Lindner. Der Titel wurde teils auf Viva España verkürzt, oder sinnstiftend angepasst auf Y viva España oder Que viva España, insbesondere wenn auf Englisch (Sylvia Vrethammar, 1974, „Oh this year I'm off to Sunny Spain Y Viva Espana, I'm taking the Costa Brava 'plane Y Viva Espana“) und vor allem auf Spanisch (Manolo Escobar, 1975, Por eso se oye este refrán, "Que viva España", Y siempre la recordarán, "Que viva España") gesungen wird. 